# Neto Moura
Antonio Francisco Moura Neto, mais conhecido como Neto Moura (Atalaia, 6 de agosto de 1996) é um futebolista brasileiro que atua como meio-campista e lateral-direito. Atualmente joga no Mirassol.

## Carreira

### Sport
Nascido em Atalaia, Alagoas, Neto Moura foi revelado pelas divisões de base do Sport e chegou ao profissional em 2014. Sua estreia aconteceu em 7 de setembro de 2014, entrando como substituto de Felipe Azevedo em uma derrota por 2 a 0 fora de casa contra o São Paulo, pelo Brasileirão de 2014. Seu primeiro gol aconteceu em 16 de abril de 2015, em uma vitória por 4 a 1 contra o CENE, pela Copa do Brasil de 2015.
Na sua primeira passagem pelo Sport, obteve grande participação, aonde fez 63 partidas e quatro gols. Mas, perdeu espaço no elenco comandado por Vanderlei Luxemburgo e subsequentemente foi emprestado.

### América Mineiro
Em 20 de junho de 2017, foi anunciado o empréstimo até o fim da temporada ao América Mineiro. Sua estreia aconteceu em 23 de junho, quando entrou no lugar de Hugo Almeida e marcou um gol em uma vitória fora de casa por 3 a 0 sobre o Luverdense, pela Copa do Brasil de 2017. No total, fez 10 partidas e marcou apenas 1 gol, ainda participando do elenco que foi campeão na Série B da 2017.

### Retorno ao Sport
Após uma curta passagem no América Mineiro, cujo participou do elenco que foi campeão na Série B da 2017, retornou ao Sport para a próxima temporada. Em 29 de janeiro de 2018, seu retorno aconteceu em uma vitória por 2 a 0 em casa sobre o Pesqueira, pelo Campeonato Pernambucano de 2018. Em 2018, foram 28 participações no Sport, em grande parte saindo do banco de reservas, especialmente, durante os 17 jogos feitos na campanha na Série A da 2018 que acabou rebaixando o time.
Em 16 de janeiro de 2019, Neto Moura foi liberado após abrir dos salários que estavam em atraso da temporada passada.

### Vila Nova
Após rescindir com o Sport, Neto Moura assinou com o Vila Nova para a temporada de 2019. Sua primeira partida pelo clube goiano aconteceu em 31 de janeiro, em uma vitória em casa por 3 a 0 sobre o CRAC, pelo Campeonato Goiano de 2019. Seu primeiro gol com o Vila Nova aconteceu em 4 de maio, quando sua equipe foi derrotada por 2 a 1 para o Vitória, pela Série B da 2019.
Neto Moura viveu momento inédito de artilheiro em sua carreira durante sua passagem no clube, ele teve três gols na Série B da 2019 e ganhou confiança na equipe. Na sua passagem, participou de 30 partidas.

### Mirassol
Após ser dispensado do Vila Nova, em 30 de agosto de 2019, Neto Moura foi transferido ao Mirassol. Sua primeira partida pelo Mirassol aconteceu em 1 de setembro, em uma vitória em casa por 2 a 0 sobre o XV de Piracicaba, pela Copa Paulista de 2019. Fez seu primeiro gol pela equipe em 23 de janeiro, em um empate fora de casa por 1 a 1 contra a Ferroviária, pelo Paulistão de 2020.
Pelo Mirassol, fez 22 partidas e marcou dois gols.

### Ponte Preta
Em 9 de junho de 2020, Neto Moura assinou um contrato de empréstimo a Ponte Preta até o fim da temporada. Sua primeira partida pela Ponte Preta aconteceu em 8 de agosto, em uma derrota em casa por 1 a 0 para o América Mineiro, pela Série B da 2020. Seu primeiro gol aconteceu em 14 de agosto, quando sua equipe empatou em casa por 3 a 3 contra o Vitória.
Pela Ponte Preta, Neto Moura fez 30 partidas e marcou um gol.

### Retorno ao Mirassol
Com o fim da Série B da 2020, em 1 de fevereiro de 2021, Neto Moura retornou ao Mirassol.
Em dezembro de 2024, o Mirassol decidiu exercer a opção de compra do jogador, após conquistar o acesso a Série A.

## Títulos
Sport
- Campeonato Pernambucano: 2014, 2017
- Copa do Nordeste: 2014

América Mineiro
- Campeonato Brasileiro - Série B: 2017

Remo
- Copa Verde: 2021

Cruzeiro
- Campeonato Brasileiro - Série B: 2022